# Конюхівська сільська рада (Локачинський район)
Конюхівська сільська рада — адміністративно-територіальна одиниця та орган місцевого самоврядування у Локачинському районі Волинської області з адміністративним центром у с. Конюхи.

## Населені пункти
Сільській раді підпорядковані населені пункти:
- с. Конюхи
- с. Защитів

## Населення
Згідно з переписом УРСР 1989 року чисельність наявного населення сільської ради становила 909 осіб, з яких 421 чоловік та 488 жінок.
За переписом населення України 2001 року в сільській раді мешкали 882 особи.

### Мова
Розподіл населення за рідною мовою за даними перепису 2001 року:
| Мова       | Відсоток |
| ---------- | -------- |
| українська | 99,43 %  |
| російська  | 0,57 %   |

## Склад ради
Рада складається з 14 депутатів та голови.

## Керівний склад сільської ради
| ПІБ                         | Основні відомості                                                    | Дата обрання | Дата звільнення |
| --------------------------- | -------------------------------------------------------------------- | ------------ | --------------- |
| Прокопчук Руслан Ананійович | Сільський голова, 1968 року народження, освіта, член народної партії | 26.03.2006   | 31.10.2010      |
| Прокопчук Руслан Ананійович | Сільський голова, 1968 року народження, освіта вища, безпартійний    | 31.10.2010   |                 |

Примітка: таблиця складена за даними джерела